# Yr Wyddfa
Yr Wyddfa (Snowdon em Inglês) é a montanha mais alta do País de Gales com uma altitude de 1 085 metros (3 560 ft) acima do nível do mar.
Em 2022, passou a ser oficialmente conhecido pelo seu nome em Galês "Yr Wyddfa".